# John Davis (ontdekkingsreiziger)

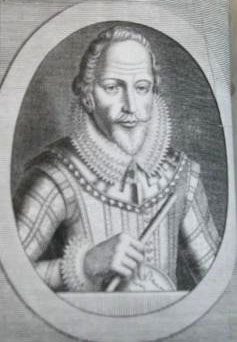
John Davis

John Davis (Sandridge, oktober 1550 - nabij Bintan, 29 december 1605) was een Engelse zeevaarder en ontdekkingsreiziger.

## Noordwestelijke Doorvaart
Davis vertrok op een reis op zoek naar de Noordwestelijke Doorvaart vanaf Dartmouth op 7 juni 1585, met twee schepen, de Sunshine en de Moonshine (onder William Bruton). Hij bereikte Groenland, rondde Kaap Vaarwel en volgde de westkust tot Gilbert Sound (bij Godthaab/huidige Nuuk), waar hij Inuit ontmoette. Hij stak over naar Baffineiland, dat hij bereikte bij Exeter Sound, en waarvan hij de kust zuidwaarts volgde tot Cumberland Sound. Via Groenland keerde hij naar Dartmouth terug, waar hij op 30 september aankwam.
In 1586 ondernam Davis een tweede reis met gelijke bestemming en doel. Hij vertrok op 7 mei uit Dartmouth met 4 schepen (de Mermaid, de Sunshine onder Richard Pope, de Moonshine en de North Star). Op 60°N werd de vloot in twee delen verdeeld. De Sunshine en de North Star voeren noordwaarts door Straat Denemarken totdat ze door het pakijs werden tegengehouden. De Sunshine voer vervolgens nog rond Kaap Vaarwel naar Gilbert Sound waar contact werd gemaakt met Inuit alvorens naar Engeland terug te keren.
Davis zelf, in de Mermaid en de Moonshine, voer rechtstreeks naar Gilbert Sound, en vervolgens noordwaarts langs de oostkust van Groenland tot 67°N, waar het ijs hen tegenhield. De Mermaid ging hierna terug naar Engeland, Davis ging met de Moonshine westwaarts naar Baffinland, dat werd bereikt bij Cape Walsingham. Hij volgde de kust van Baffinland en Labrador zuidwaarts tot Cape Porcupine, en beschouwde Hamilton Inlet als een mogelijke zeestraat naar het westen.
In 1587 maakte Davis zijn derde reis naar het gebied. Vertrekkend vanuit Dartmouth op 20 mei met drie schepen, de Elizabeth, de Sunshine en de Helen, voer hij dit keer rechtstreeks naar Gilbert Sound. Van daaraf ging Davis met slechts de Helen verder, de andere twee schepen werden zuidwaarts gezonden om te vissen. Davis volgde de kust van Groenland noordwaarts tot Svartenhuk (72°N), en voer vervolgens westwaarts, waarbij hij op zeker moment kwam vast te zitten in het ijs, maar uiteindelijk bij Henry Kater Peninsula (69°N) de kust van Baffinland bereikte. Hij voer zuidwaarts, onderzocht Cumberland Sound en merkte de stroming in Straat Hudson op.

## De Oost
Davis zou geen verdere onderzoekingen naar de Noordwestelijke Doorvaart ondernemen. In plaats daarvan probeerde hij via meer gangbare routes de Oost te bereiken. In 1588 hielp hij mee in de strijd tegen de Spaanse armada, en in 1590-1591 trachtte hij met John Sanderson (als eerste Engelsman) via de route rond Kaap de Goede Hoop Indië te bereiken, maar dit mislukte.
In 1591-1593 voer Davis met de Desire mee met de poging van Thomas Cavendish om voor de tweede keer rond de wereld te varen. Bij de kust van Patagonië raakte hij afgescheiden van de rest van de vloot, en toen het hem niet lukte hen terug te vinden, voer hij de Atlantische Oceaan op, waarbij hij als eerste met zekerheid de Falklandeilanden zag, en daarom als hun ontdekker geldt.
In 1598 voer Davis mee met de expeditie van de Nederlander Cornelis de Houtman naar Indië. In Atjeh werd Cornelis vermoord terwijl diens broer Frederik werd gevangengenomen. Davis, die een betere verstandhouding met de sultan van Atjeh onderhield, wist te bewerkstelligen dat de Houtman werd beschuldigd van spionage (voor de graaf van Essex) en wist met twee anderen, een Engelsman en een Fransman, het schip te pakken te krijgen en te ontsnappen. Ze voeren naar de Nicobaren, en van daar terug naar Kaap de Goede Hoop en uiteindelijk naar Middelburg (aankomst juli 1600).
In 1601-1603 voer Davis opnieuw naar de Oost, ditmaal in de expeditie van James Lancaster, en in 1604 onder Edward Michelbourne. Tijdens deze laatste reis werd hij nabij Bintan (Sumatra) gedood in een conflict met Japanse piraten.

## Eerbetoon
Ter ere van John Davis is in de wijk de Coevering in Geldrop een straat naar hem vernoemd, de John Davisstraat. 